# Kämpfer (Architektur)
Der Kämpfer ist im Bauwesen die Zone, an der die Krümmung eines Bogens oder eines Gewölbes beginnt und an der die Lasten eines Bogens bzw. eines Gewölbes vom Mauerwerk aufgenommen werden. Traditionell bilden besondere Mauersteine oder eine Steinplatte den Kämpfer, der zwischen Wand bzw. Säule oder Pfeiler und dem Anfängerstein des Bogens oder Gewölbes eingefügt wird. In der Regel ragt der Kämpfer ein wenig vor den darunterliegenden Bauteilen hervor.
|  | 8: Das Stützmauerwerk 1: Der Schlussstein 2: Die Bogenstirn, das Bogenhaupt oder der Keilstein 3: Der Bogenrücken 6: Die Stichhöhe -: Der Stein über dem Kämpfer: der Anfänger, Kämpferstein oder Gewölbefuß 4: Der Kämpfer oder das Widerlager überträgt die Last des Bogens auf die Wand darunter und das Stützmauerwerk (8) daneben 5: Die Bogenlaibung 7: Die Spannweite oder die Lichte Weite |

## Unterschiedliche Bedeutungen

### Bogen-Kämpfer
Als Kämpfer (lateinisch incumba) wurde ursprünglich jeder aus der Mauerflucht hervorstehende, lasttragende Stein bezeichnet. Wenn dieser besonders weit auskragt und insbesondere als Auflager etwa für Balken oder Bögen dient (die vor der eigentlichen Wand sitzen), heißt er auch Kragstein oder Konsole.
Ein durchgehender Kämpfer zur Auflage eines Gewölbes wird auch als Gewölbekämpfer, Kämpferschicht oder Kämpferlinie sowie als Kämpfergesims bezeichnet, wenn er verziert bzw. profiliert ist.

### Tür- und Fenster-Kämpfer

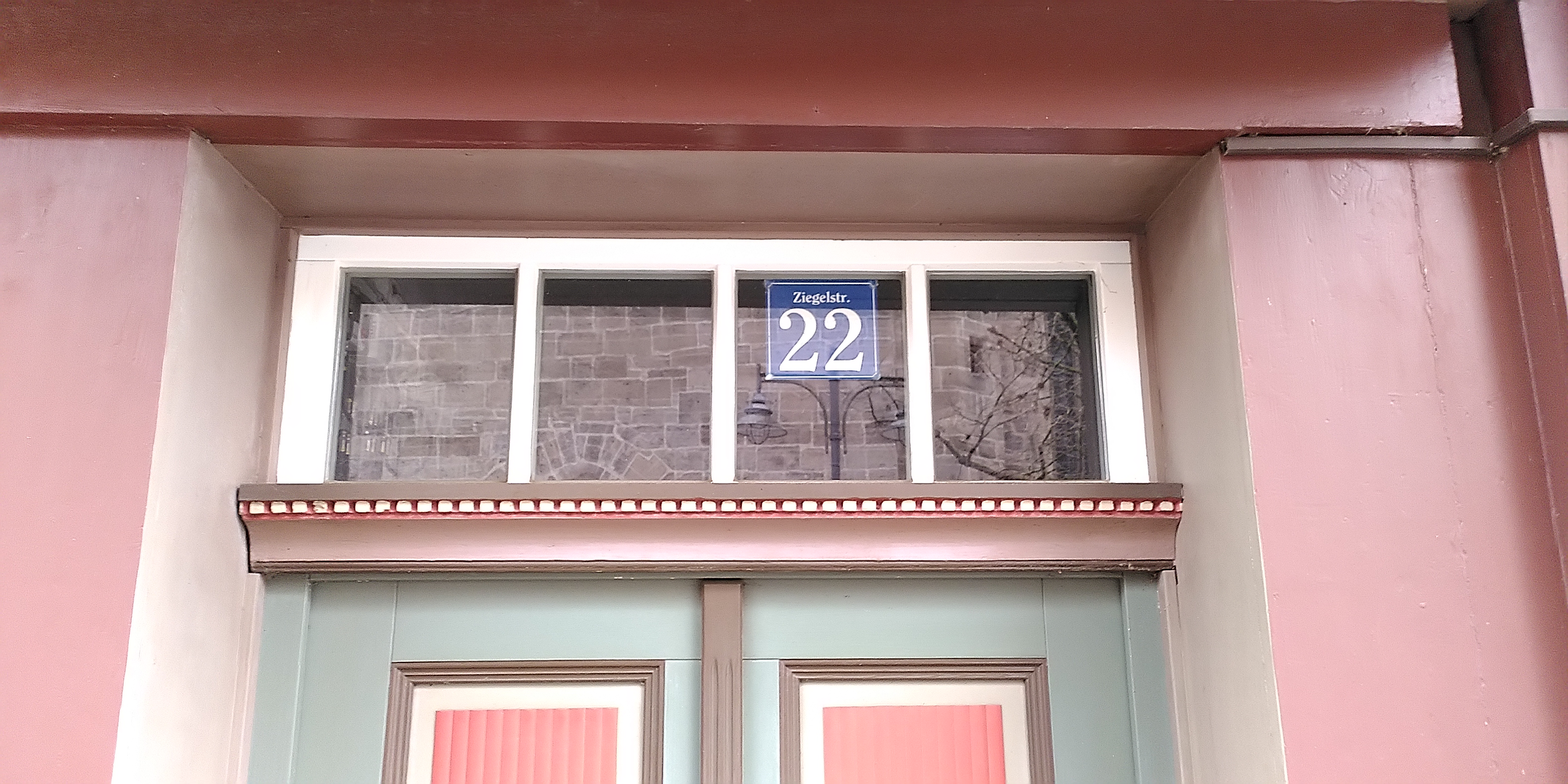
Verzierter Kämpfer einer Haustür

Beim Fenster oder der Tür ist der Kämpfer jener waagerechte Balken (Querriegel), auf dem das Oberlicht sitzt und gegen den der Fenster- oder Türflügel stößt. Zusammen mit einem senkrechten Setzholz (Pfosten) bildet der Kämpfer das Fensterkreuz. Siehe auch: Kämpferfenster.
In der Schweiz wird auch der Sturz von Fenstern oder Türen als Kämpfer bezeichnet.

## Bogen-Kämpfer als Widerlager
Der Kämpfer liegt auf einer Wand, einem Pfeiler oder dem Kapitell einer Säule. Häufig ist er profiliert und ragt etwas hervor.
- Eine besonders hoch ausgebildete Deckplatte (Abakus) auf einem Kapitell wird als Kämpferblock bezeichnet. In der spätantiken christlichen Architektur wird der Kämpfer zu einem eigenen Block über dem Kapitell ausgebildet. Dieser ist in der Regel trapezoidal geformt und entlastet so die Ecken des darunterliegenden Kapitells. Wenn Kämpferprofil und Kapitell aus einem einzigen Werkstück bestehen, wirkt dieses zwar baustatisch-konstruktiv insgesamt als Kämpfer, wird jedoch formal-ästhetisch als Kämpferblock und Kapitell unterschieden.
- Ein in einer Wand liegender Kämpfer kann als Kämpferstein deutlich aus der Wand vortreten. Werden profilierte Kämpfer wie ein Gesims fortlaufend ausgebildet, so werden sie ein Impost (continue) oder Kämpfergesims bezeichnet.
- Vom Kämpfer zu unterscheiden ist der Gewölbefuß oder Anfänger, also der erste Wölbstein des Jochs über der Kämpferlinie. Gelegentlich wird dieser Stein als Kämpferstein des Bogens bezeichnet, da er auf dem Kämpfer aufliegt (was zur Verwechslung des Kämpfersteins mit dem Kämpfer selbst führen kann). Bei Gratgewölben spricht man vom Gratstein.

Beim Aufmauern von Gewölben und Bögen konnte die vorübergehend nötige Stützkonstruktion, das Lehrgerüst, sicher auf den Kämpfer aufgelegt werden, bis der Schlussstein gesetzt war und der Bogen sich selbst trug. Dieses Vorgehen hatte mehrere Vorteile: Da der Kämpfer die Stützkonstruktion während der Gewölbeerrichtung trug, konnten die Gerüste entfernt werden und die Nutzung der darunter liegenden Etage beginnen. Gerade wenn sich wie bei Kathedralen oder Festungsbauten die Konstruktion über Jahrzehnte hinzog, war eine frühzeitige – auch provisorische – Nutzung ein enormer Vorteil. Außerdem konnte bei mehreren parallel liegenden Tonnengewölben wie bei Basiliken der Gewölbeschub während der Konstruktionsphase an horizontal in die Lehrgerüste eingefügte Träger abgegeben werden, bis eine äußere Rippenkonstruktion diese auffing.

### Ornamentale Ausbildung
Die Kämpfer werden glatt gelassen oder profiliert, und „sprechen dann eine bestimmte Sonderung zwischen Widerlager und Bogen aus“.
Die byzantinischen Kämpfer sind hohe Blöcke, die manchmal bzw. fremdsprachlich auch als Pulvino bezeichnet werden. Die Romanik gestaltete den Kämpfer ähnlich den Kapitellen ornamental oder figürlich aus. In der Gotik verschwand beim Kelchknospenkapitell der Kämpfer fast völlig. Die Renaissancearchitektur kehrte zur Kämpferausbildung der antiken Säulenordnungen zurück.

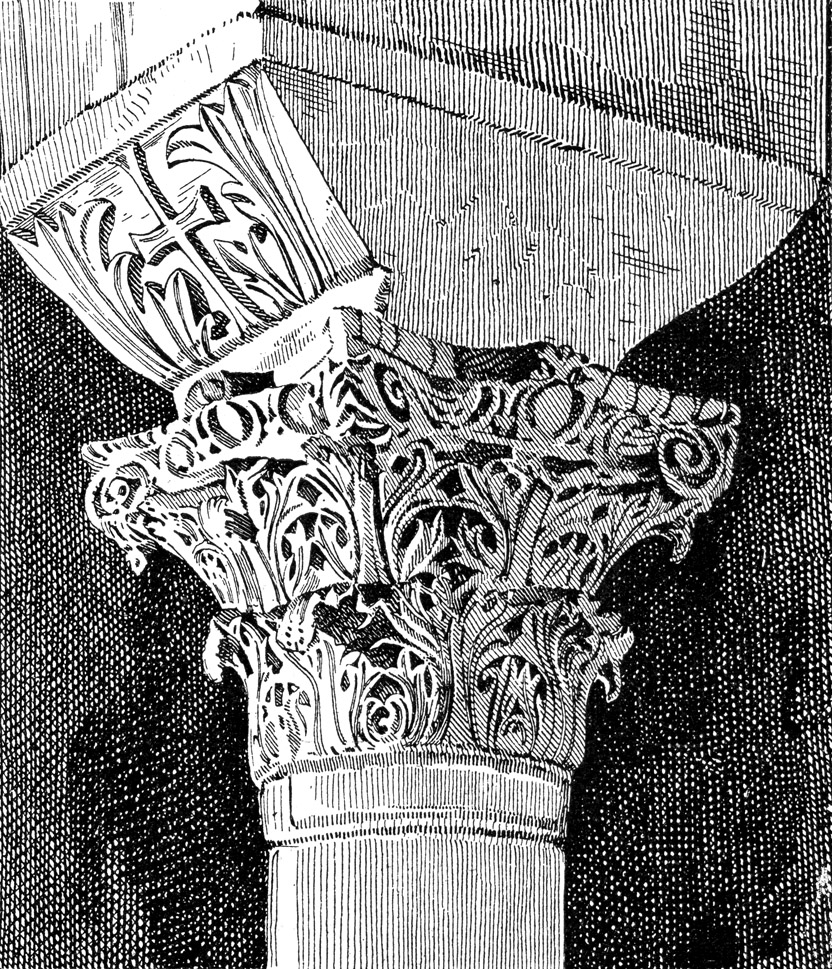
Byzantinisches Akanthuskapitell mit Kämpferaufsatz (Impost/Pulvino) (San Vitale in Ravenna)
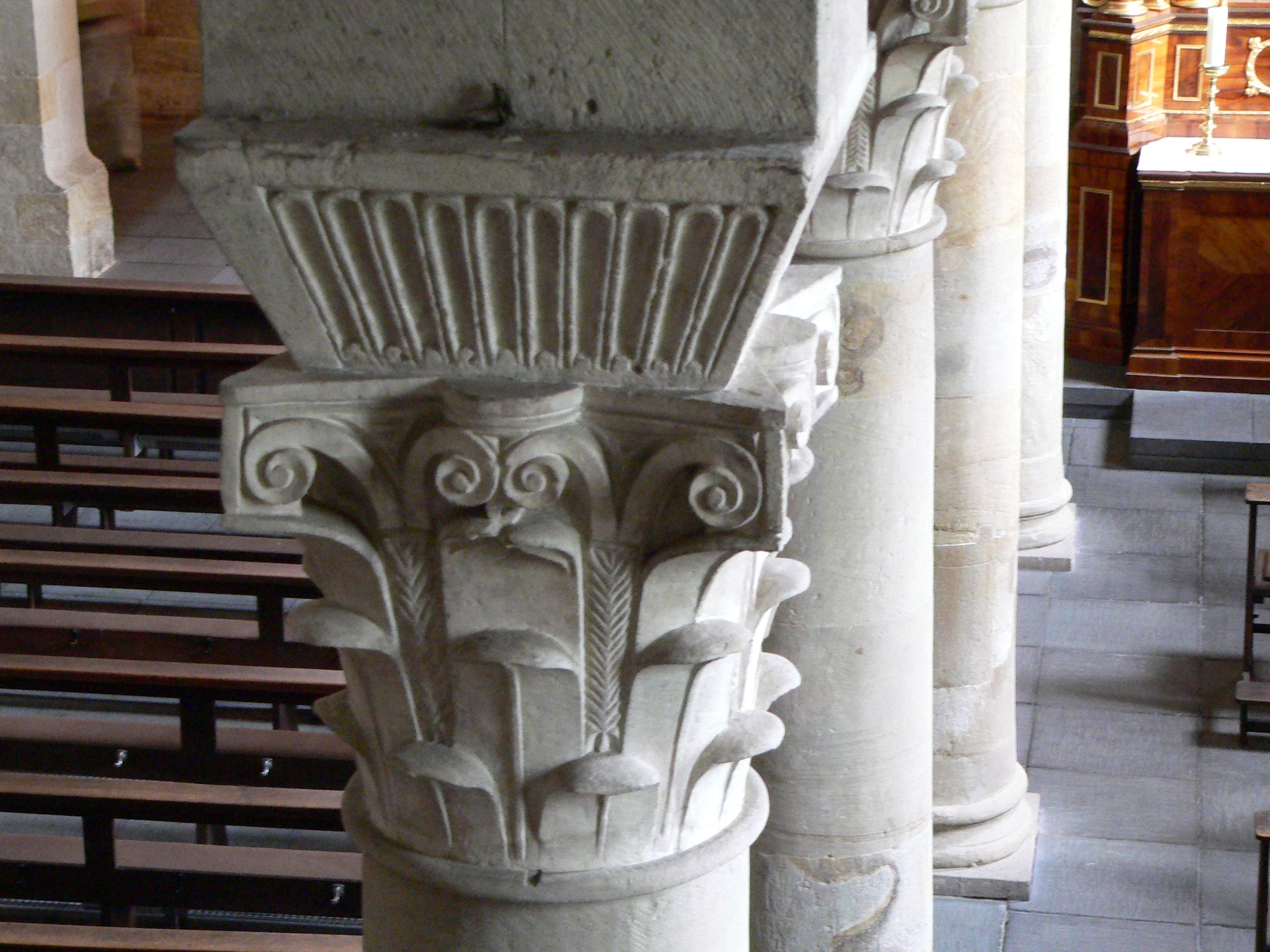
Kämpferaufsatz (Impost/Pulvino) auf Akanthuskapitell in der Höchster Justinuskirche
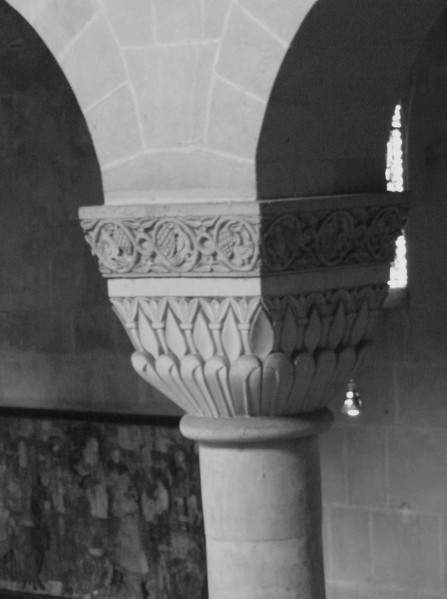
Kapitell mit Impost in der Stiftskirche Quedlinburg
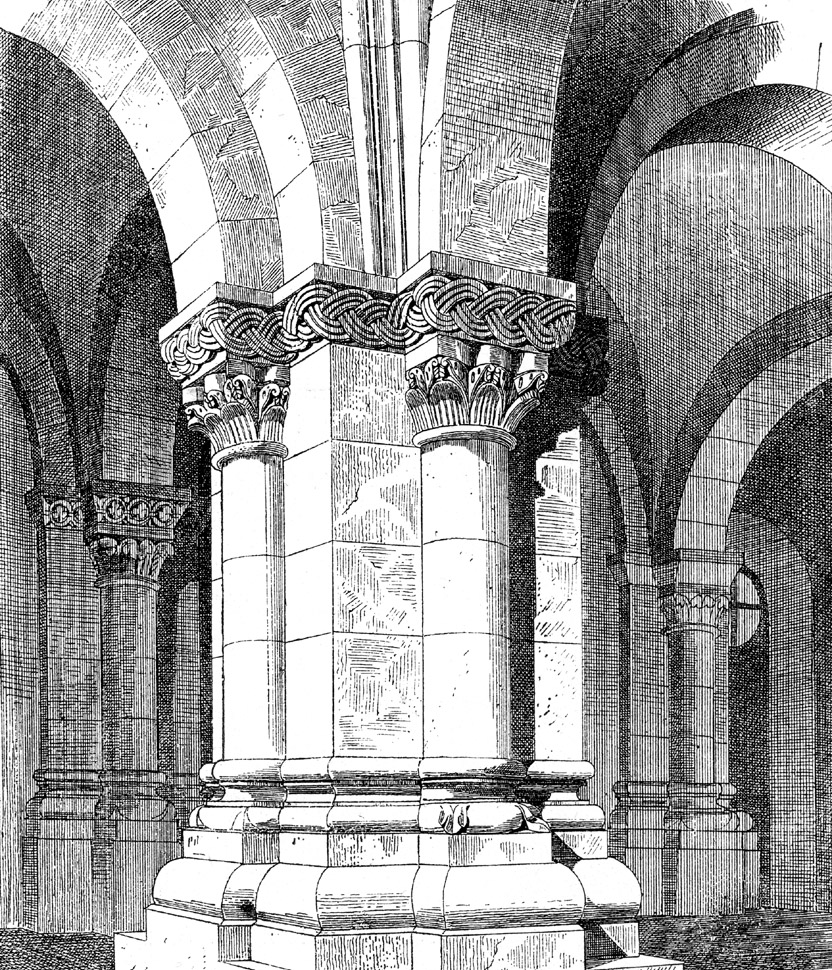
Romanisches Pfeilerbündel mit umlaufendem Impost (Vorhalle der Klosterkirche Denkendorf)
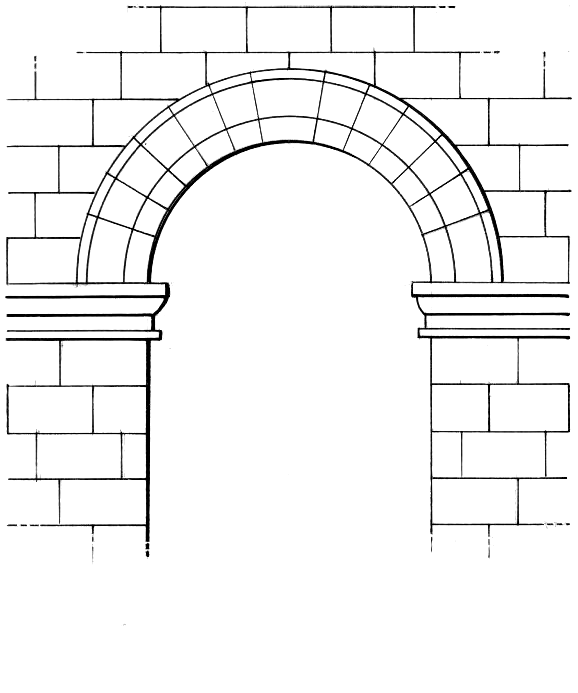
Hervorgehobenes Kämpfergesims
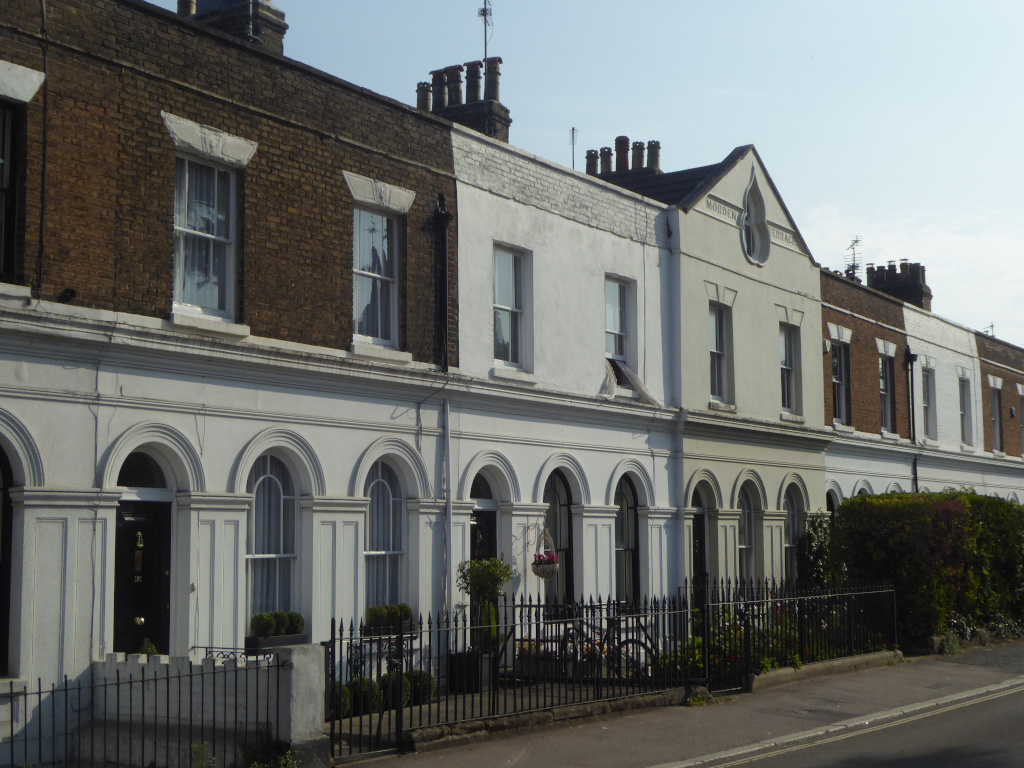
Bogenfolge mit durchlaufendem Kämpfergesims
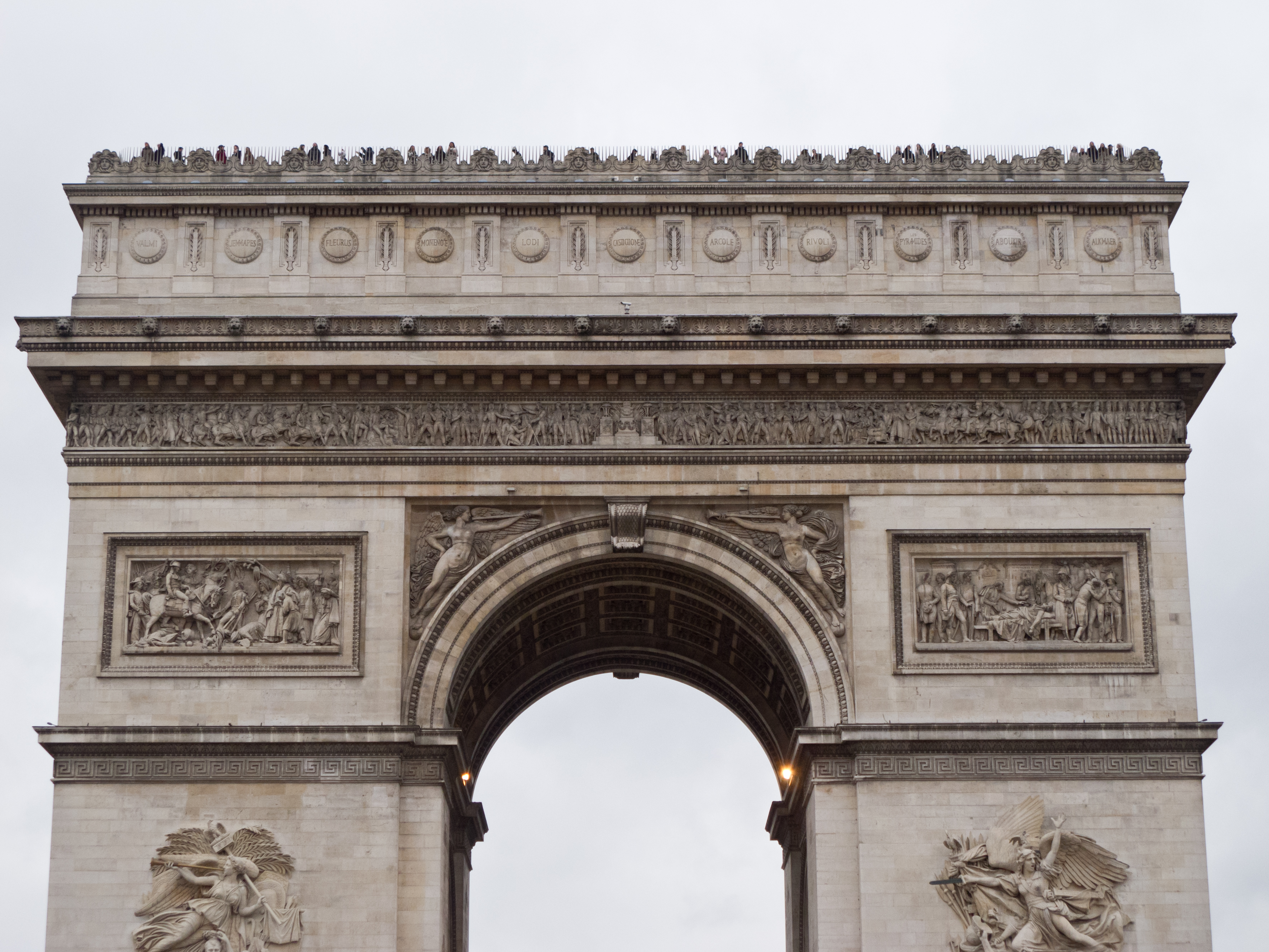
Umlaufendes Kämpfergesims am Arc de Triomphe de l’Étoile, Paris

## Kämpfersteine als Gerüstauflager

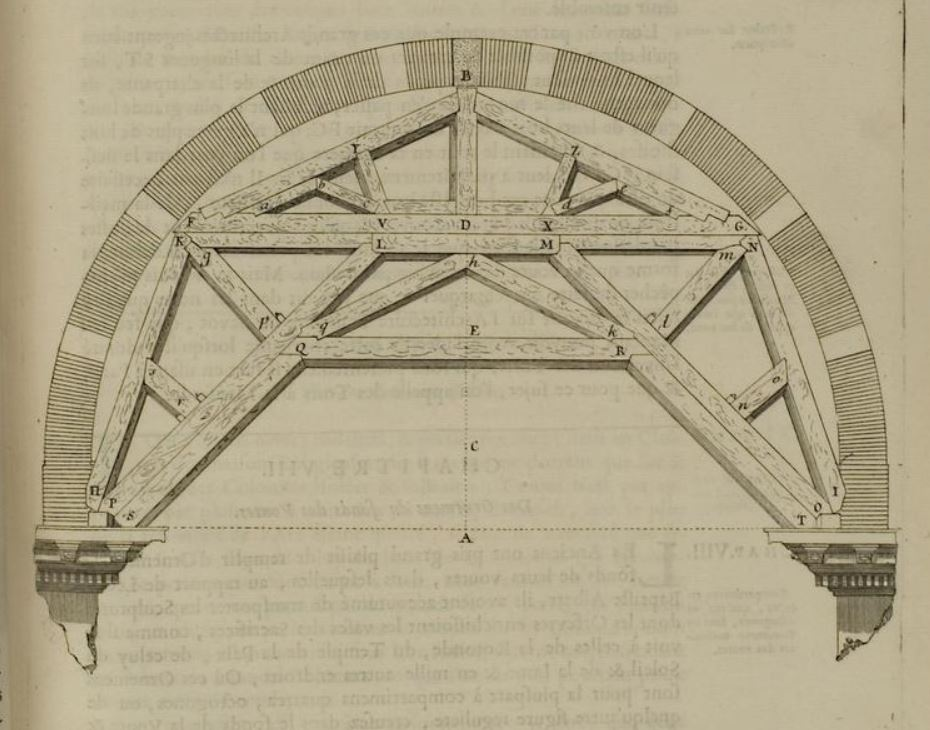
Das von François Blondel im 17. Jahrhundert veröffentlichte barocke Bogenlehrgerüst ruht auf Kämpferstein-Auflagern.

Vorkragende Kämpfersteine oder Kämpfergesimse können auch eine nur einmalig während der Erbauung eines Bogens oder Gewölbes erforderliche Funktion als Auflager des Lehrgerüst einnehmen.